# 최은서
최은서(1988년 2월 21일 ~ )는 대한민국의 배우이다.

## 주요 출연작

### 영화
- 《레드 아이》(2005년) ... 경조 역
- 미궁

### 텔레비전 드라마
- 2010년 《폭풍의 연인》 (MBC) ... 신은혜 역
- 2010년 《개인의 취향》 (MBC) ... 나혜미 역
- 2007년 《커피프린스 1호점》 (MBC) ... 하다영 역
- 2005년 《성장드라마 반올림》 (KBS 2TV) ... 최은서 역

### 텔레비전 광고
- 한국 존슨 앤 존슨
- 유니레버
- 파스퇴르 유업
- 롯데제과
- LG전자
- 온세텔레콤